# Династия Вангчук

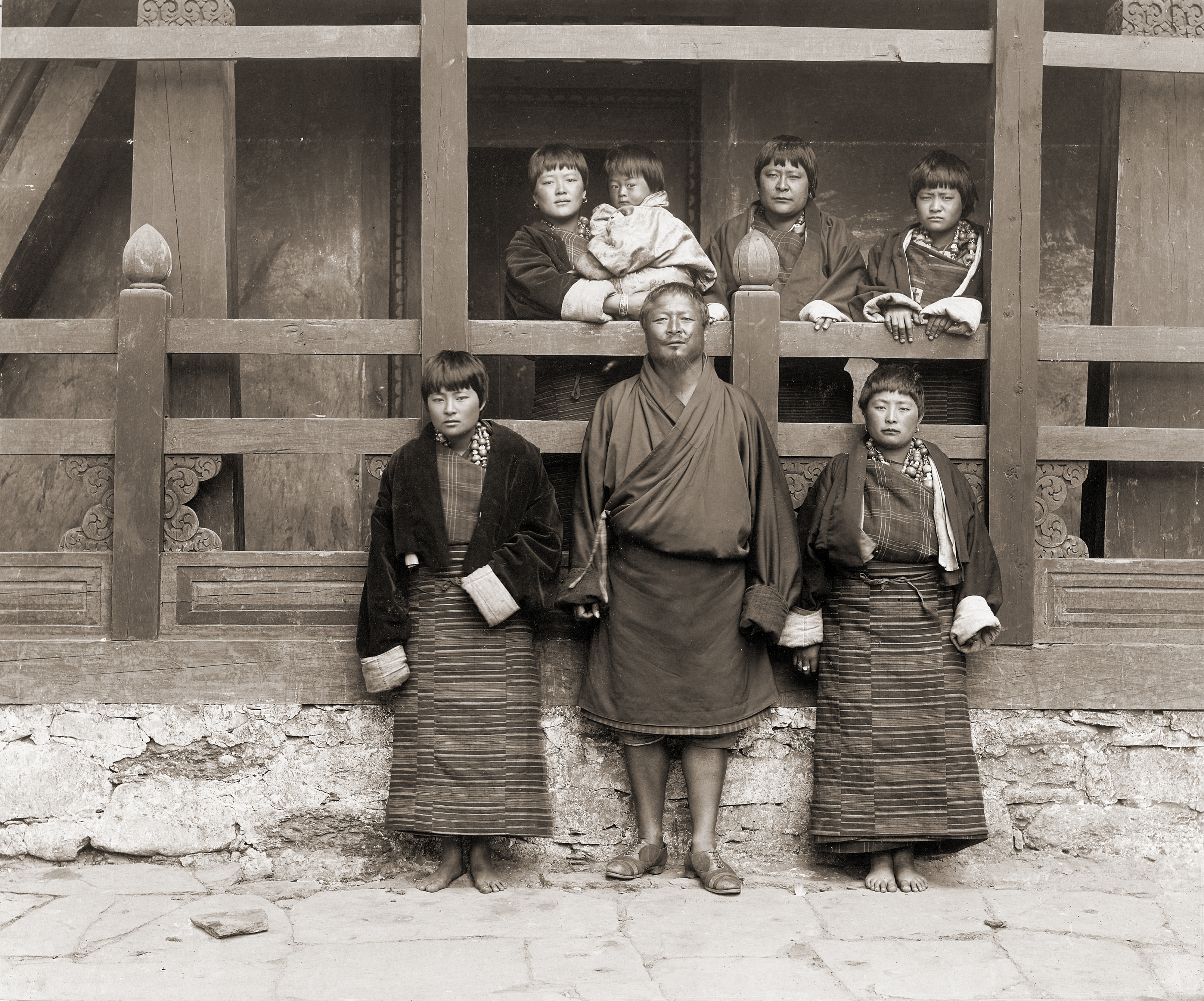
Семья Вангчук (1905)

Вангчу́к (дзонг-кэ ཝཱན་ཅུག་) — правящая королевская династия в Бутане, находящаяся у власти с 1907 года.
В 2007 году Бутан отметил столетие династии.

## История
Монархия в Бутане была основана в 1907 году, объединив страну под контролем династии Вангчук, традиционных губернаторов (пенлопов) района Тонгса. Король Бутана формально называется Друк Гьялпо (Druk Gyalpo, «Драконовый Король»).

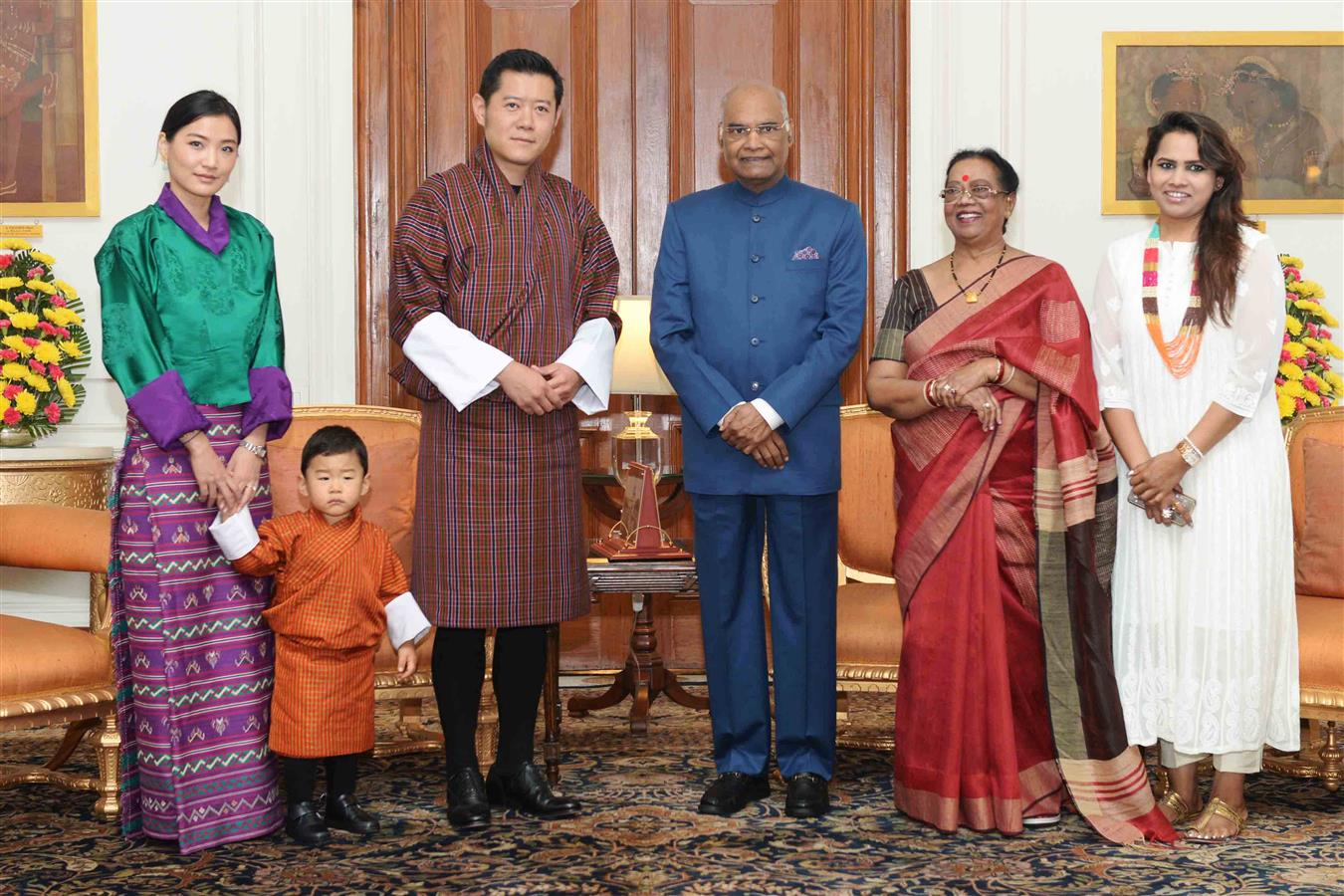
Королевская семья Бутана и президент Индии Рам Натх Ковинд вместе с семьёй (2017)

Династия происходит от Кунга Вангпо, отцом которого был знаменитый тертон Пема Лингпа. Отец первого короля Джигме Намгьял родился в 1825 году в деревне Дунгкар и принадлежал роду Дунгкар Чодже.

## Представители
- Угьен Вангчук (1861—1926), «Первый Король» (17 декабря 1907 — 21 августа 1926) — установил в 1907 году новую династию, которая правит до сих пор. Первый Король в прошлом участвовал в совместных с англичанами операциях, в частности в походе на Тибет 1904 года, получил титул сэра и награды английской короны. В 1910 году Первый Король заключил с Англией мир, в котором признал сюзеренные отношения, в обмен на полную автономию и невмешательство Англии во внутренние дела Бутана. С этого времени начинается период изоляции Бутана.
- Джигме Вангчук (1902/1906—1952), «Второй Король» (21 августа 1926 — 24 марта 1952) — во время его правления Бутан продолжал находиться практически в полной изоляции от внешнего мира, ограничиваясь весьма скудными отношениями с Британией, а после обретения Индией независимости в 1949 — с Индией.
- Джигме Дорджи Вангчук (1929—1972), «Третий Король» (24 марта 1952 — 24 июля 1972).
- Джигме Сингье Вангчук (род. 1955), «Четвёртый Король» (24 июля 1972 — 14 декабря 2006).
- Джигме Кхесар Намгьял Вангчук (род. 1980), «Пятый Король» (14 декабря 2006 — по настоящее время).